# Minjá (guvernorát)
Guvernorát Minjá (Minya, arabsky: محافظة المنيا , Muḥāfaẓat al-Minyā) je egyptský guvernorát. Je pojmenován po svém hlavním městě Minjá, nachází se ve středním Egyptě, na jih od Káhiry. Jedná se o jeden z nejlidnatějíšch guvernorátů země

## Města
Nejdůležitějšími městy jsou:
- Abu Qirqas
- El Idwa
- Beni Mazar
- Deir Mawas
- Maghagha
- Mallawi
- Matai
- Samalut